# Yle Fem
Yle Fem  (швед.) — шведскоязычная программа акционерного общества «Илейсрадио» (Радио Финляндии).
Для многих передач имеется возможность включить субтитры на финском языке.
Передачи ведутся с 2001 года, до сентября 2007 года носила название YLE FST.
Помимо передач на шведском языке, пять раз в неделю по программе выходит 15-минутная телегазета на северносаамском языке Ođđasat («Новости») совместно подготавливаемая Норвежским риксрадио, Илейсрадио и Телевидением Швеции; выпуски Ođđasat транслируются в Норвегии, Финляндии и Швеции. Зрителям Ođđasat на канале Yle Fem доступны субтитры как на шведском, так и на финском языке.
В 2016 году руководство Yle объявило о планах объединения телеканала с Yle Teema.

## События 2011 года
В марте 2011 года Саамский парламент Финляндии потребовал, чтобы телерадиокомпания Yle передала в его ведение свою саамскую службу, включая выпуски новостей Ođđasat, поскольку административный совет телерадиокомпании Yle, по мнению Саамского парламента, не обладает должной компетенцией в саамских вопросах. В ответ Председатель Совета публичного слова Ристо Уймонен заявил, что данное требование противоречит базовым принципам демократии, поскольку, по его мнению, средства массовой информации, находясь в подчинении у политического органа, не могут полноценно осуществлять свои демократические функции, в том числе по общественному контролю за государственными структурами.